# 糖不甩

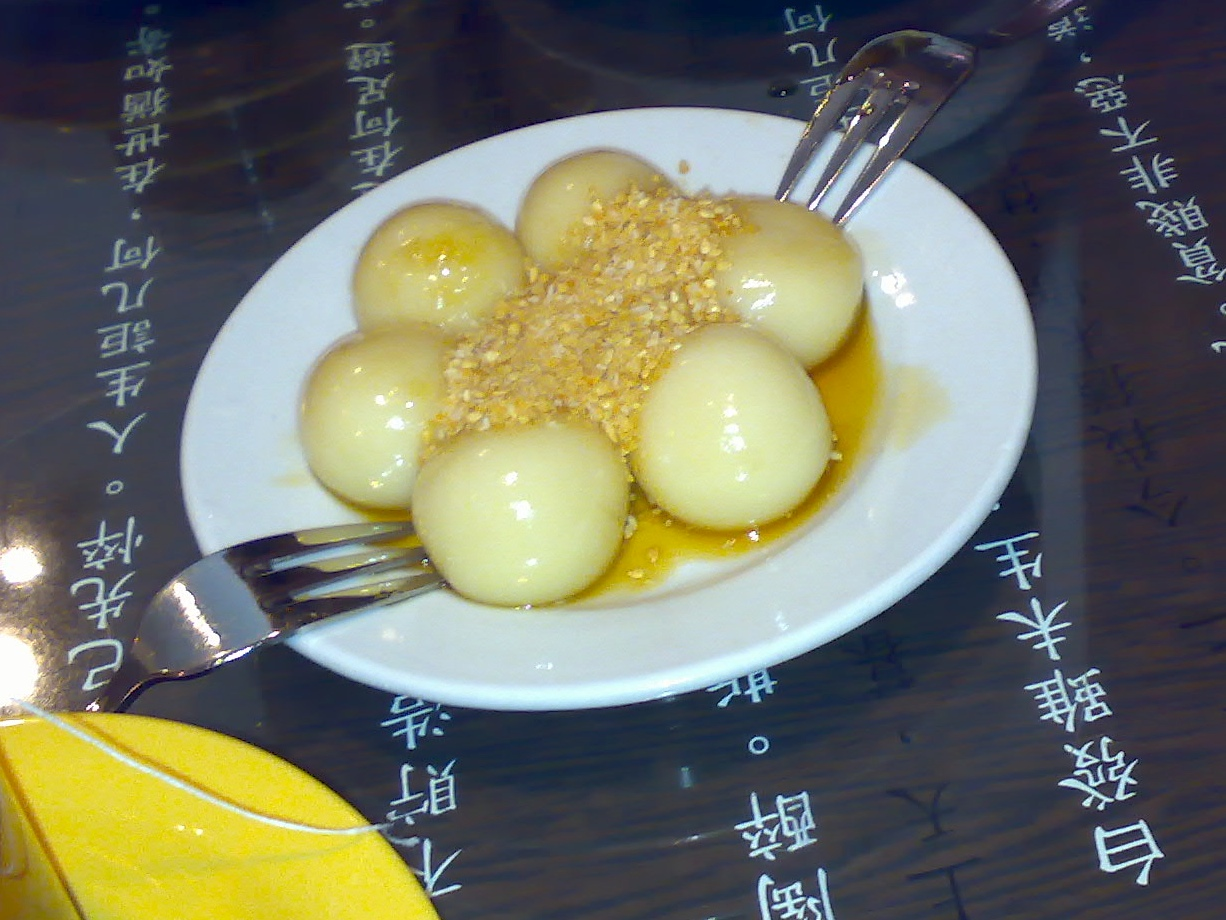
糖不甩

糖不甩，是一種流行於中國廣東地區的甜品，相傳源自東莞市東坑鎮。糖不甩的主要成份是糯米，配料是花生粉、芝麻和黃糖粉。糖不甩的意思是黏上糖而不會甩掉。

## 外部鏈接
- 糖不甩【團年飯甜品】Glutinous Rice Balls with Peanuts & Sesame Seeds（页面存档备份，存于）
- 屋企好易做 QQ 糖不甩（页面存档备份，存于）
- 【懷舊小食】糖不甩（页面存档备份，存于）